# Mausoleo de los Mártires (Birmania)
El Mausoleo de los Mártires (en birmano: အာဇာနည်ဗိမာန်) es un mausoleo situado en Rangún, la capital de Birmania, cerca de la entrada norte de la pagoda Shwedagon. Está dedicado a Aung San y a los demás líderes del gobierno interino anterior a la independencia de Birmania, todos los cuales fueron asesinados el 19 de julio de 1947.
Para los altos funcionarios del gobierno de Birmania, es costumbre visitar el mausoleo el 19 de julio para presentar sus respetos. La fecha del 19 de julio fue designada como Día de los Mártires, un día feriado en Birmania.

## Trasfondo
El 19 de julio de 1947, aproximadamente a las 10:37 de la mañana, hora de Birmania, varios de los líderes de la independencia de Birmania fueron asesinados a tiros mientras celebraban una reunión de gabinete en la Oficina de los Ministros en el centro de Rangún. Los asesinatos fueron planificados por un grupo político rival, y el líder y supuesto cabecilla del grupo Galon U Saw, junto con los perpetradores, fueron juzgados y condenados por un tribunal especial.
Los asesinados fueron:
1. Aung San, primer ministro
2. Ba Cho, ministro de Información
3. Mahn Ba Khaing, ministro de Industria y Trabajo
4. Ba Win, ministro de Comercio
5. Thakin Mya, ministro sin cartera, considerado extraoficialmente como vice primer ministro de Birmania
6. Abdul Razak, ministro de Educación y Planificación Nacional
7. Sao San Tun, ministro de las Regiones Montañosas
8. Ohn Maung, secretario de Transporte
9. Ko Htwe, guardaespaldas de Razak

Poco después de los asesinatos, el mayor general sir Hubert Rance, último gobernante colonial de Birmania, asignó a U Nu la tarea de encabezar una administración interina. Cuando Birmania obtuvo la independencia, el 4 de enero de 1948, Nu pasó a ser el primer ministro de Birmania. El 19 de julio fue nombrado Día de los Mártires y designado día feriado nacional.

## Lista de personas enterradas en el mausoleo
El mausoleo contiene los restos de:
1. Aung San
2. Thakin Mya
3. Ba Cho
4. Ba Win
5. Mahn Ba Khaing
6. Ohn Maung

El cuerpo de Sao San Tun fue cremado en Mongpawn, su pueblo natal, y sus cenizas fueron repartidas entre Mongpawn y el Mausoleo de los Mártires. Abdul Razak y Ko Htwe fueron enterrados en un cementerio islámico en el municipio de Tamwe.

## Atentado de 1983
El mausoleo fue destruido por una bomba el 9 de octubre de 1983 en un intento de asesinato de Chun Doo-hwan, el quinto presidente de Corea del Sur, orquestado por Corea del Norte. La onda expansiva atravesó la multitud matando a 21 personas e hiriendo a otras 46. Entre los muertos se hallaban catorce surcoreanos entre ministros, asesores presidenciales, periodistas y responsables de seguridad, así como cuatro birmanos, tres de ellos periodistas. El presidente Chun se salvó porque su vehículo se había retrasado debido al tráfico y se encontraba a apenas unos minutos de llegar al mausoleo.
El mausoleo se reconstruyó en 1985 bajo la dictadura militar socialista de Ne Win.

## Significado político
Tras el alzamiento 8888, ocurrido el 8 de agosto de 1988, la junta del Consejo de Estado para la Paz y el Desarrollo degradó la ceremonia y se impidió al pueblo llano el acceso al mausoleo. Esta situación permaneció en vigor hasta 2010 debido al temor del gobierno ante las congregaciones populares en el mausoleo. En 2011, el gobierno permitió al público presentar sus respetos en el mausoleo en el Día de los Mártires, lo que ha dado lugar a congregaciones grandes y emotivas.